# Pietroasa (gmina Tâmboești)
Pietroasa – wieś w Rumunii, w okręgu Vrancea, w gminie Tâmboești. W 2011 roku pozostawała niezamieszkana